# Alienobostra jugalis
Alienobostra jugalis är en insektsart som först beskrevs av Rehn, J.A.G. 1905.  Alienobostra jugalis ingår i släktet Alienobostra och familjen Diapheromeridae. Inga underarter finns listade i Catalogue of Life.